# Uxatindar
Uxatindar är en bergstopp i republiken Island. Den ligger i regionen Suðurland, 170 km öster om huvudstaden Reykjavík. Toppen på Uxatindar är 864 meter över havet.
Trakten runt Uxatindar är nära nog obefolkad, med mindre än två invånare per kvadratkilometer. Det finns inga samhällen i närheten. Trakten runt Uxatindar består i huvudsak av gräsmarker.